# Wilson Cary Nicholas
Wilson Cary Nicholas (ur. 31 stycznia 1761 roku w Williamsburgu w Wirginii – zm. 10 października 1820 roku w Charlottesville w Wirginii) – amerykański polityk.

## Życiorys
Służył w armii amerykańskiej podczas wojny o niepodległość Stanów Zjednoczonych. Aż do jego rozwiązania w 1783 roku, dowodził oddziałem straży przybocznej (Washington's Life Guard) mającym na celu ochronę generała i przyszłego prezydenta Stanów Zjednoczonych, George’a Washingtona.
W 1799 roku, po śmierci senatora Henry’ego Tazewella, z ramienia Partii Demokratyczno-Republikańskiej został wybrany jako jego następca w Senacie Stanów Zjednoczonych, gdzie reprezentował stan Wirginia. Funkcję tę pełnił do 1804 roku.
Z kolei w latach 1807–1809, podczas dziesiątej i części jedenastej kadencji Kongresu Stanów Zjednoczonych, reprezentował stan Wirginia w Izbie Reprezentantów Stanów Zjednoczonych.
W latach 1814–1817 był gubernatorem stanu Wirginia.
Po śmierci jego ciało zostało pochowane na terenie Monticello, posiadłości trzeciego prezydenta Stanów Zjednoczonych Thomasa Jeffersona, z którym był spowinowacony.
Jego brat, John Nicholas, również reprezentował stan Wirginia w Izbie Reprezentantów Stanów Zjednoczonych, natomiast jego bratanek, Robert Carter Nicholas, był przedstawicielem stanu Luizjana w Senacie Stanów Zjednoczonych.
Od jego nazwiska pochodzi nazwa hrabstwa Nicholas utworzonego w 1843 roku w Wirginii, a obecnie stanowiącego część stanu Wirginia Zachodnia.